# 샤를 르클레르
샤를 르클레르(Charles Marc Hervé Percival Leclerc; 프랑스어 발음: [ʃaʁl ləklɛʁ]; 1997년 10월 16일 ~ )는 모나코의 자동차 경주 선수이다. 현재 스쿠데리아 페라리 팀 소속으로 포뮬러 원에서 활동하고 있다. 2016년 GP3 시리즈 챔피언십, 2017년 FIA 포뮬러 2 챔피언십을 우승했다.
페라리 드라이버 아카데미에 참여했던 르클레르는 페라리와 제휴한 팀인 자우버에서 2018년에 포뮬러 원 데뷔를 했다. 르클레르는 2017년에 최하위였던 자우버 팀의 최종 순위를 8위로 끌어올리는데 앞장서며, 팀 메이트인 마르쿠스 에릭손에 앞선 13위로 시즌을 마쳤다.
이듬해인 2019년 스쿠데리아 페라리로 팀을 옮긴 르클레르는 2019년 바레인 그랑프리에서 폴 포지션을 달성하며 포뮬러 원 역대 두 번째로 어린 폴 포지션 달성자가 되었으며 벨기에에서 첫 번째 우승을 달성했다. 또한 2019년 시즌 최다 폴 포지션을 달성하여 2014년에 트로피가 시작된 이래 최초로 비 메르세데스-벤츠 드라이버이자 최연소 드라이버로 폴 트로피를 획득했다. 2022년 포뮬러 원 시즌 드라이버 챔피언십에서 막스 페르스타펀에 이은 2위를 달성했다. 2024년 모나코 그랑프리를 우승하며 모나코 출신 드라이버로서 93년만에 모나코 그랑프리를 우승한 선수가 되었다.
르클레르는 2026년 시즌까지 스쿠데리아 페라리 소속을 유지할 예정이다.

## 생애
샤를 르클레르는 1997년 7월 3일 아버지 에르베 르클레르(Hervé Leclerc)와 어머니 파스칼 르클레르(Pascale Leclerc) 사이에서 형 로렌조(Lorenzo)와 동생 아서(Arthur) 사이의 둘째 아들로 태어났다. 어린 시절과 초기 커리어를 거치며 르클레르는 자신의 대부가 되는 쥘 비앙키와 친밀한 관계를 유지했다. 아버지인 에르베는 1980-1990년대에 포뮬러 3 드라이버로 활동했으며, 샤를이 2017년 포뮬러 2 아제르바이잔 피쳐 레이스에서 우승하기 나흘 전에 만 54세의 나이로 사망했다. 그는 프랑스어를 모어로 사용하지만, 이탈리아어와 영어도 구사한다.

## 포뮬러 원 경력

### 테스트 드라이버
2016년 르클레르는 페라리 드라이버 아카데미에 소속되어 하스 F1과 스쿠데리아 페라리의 개발 드라이버로 활동했다.

### 자우버 (2018)
자우버 F1 팀은 마르쿠스 에릭손의 팀 메이트이자 파스칼 베를라인을 대체할 선수로 샤를 르클레르를 2018년 포뮬러 원 시즌에 출전할 선수로 계약했다. 이는 1994년 올리비에 베레타 이래 처음으로 모나코 국적 선수가 F1에 출전하게 된 것이다.

### 페라리 (2019~현재)
스쿠데리아 페라리는 2019년 시즌에 2007년 F1 월드 챔피언인 키미 래이쾨넨을 대체할 드라이버로 샤를 르클레르와 계약했다. 계약 사실이 알려진 지 며칠 후에, 페라리의 팀 수석인 마우리치오 아리바베네는 르클레르의 계약은 최소 2022년 시즌까지라고 확인했다.

#### 2021
스쿠데리아 페라리는 르클레르와의 계약을 2024년까지로 연장했다. 르클레르는 제바스티안 페텔의 시트를 대신할 새 팀 메이트인 카를로스 사인스 주니어와 함께 2021년 시즌에 출전했다. 실버스톤 서킷에서 펼쳐진 2021년 영국 그랑프리에서 4위로 출발, 발테리 보타스를 추월하고 루이스 해밀턴과 막스 페르스타펀의 충돌을 기회삼아 첫번째 랩에서 선두를 달렸다. 경주를 두 랩 남기고 해밀턴에게 선두를 빼앗긴 르클레르는 2위로 경주를 마치며 2021년 첫 포디엄에 올랐다. 르클레르는 2021년 모나코 그랑프리에서 그의 홈 경기 첫 폴 포지션을 획득하였으나, 그리드로 향하는 중 구동축 문제로 인해 경주를 시작하지 못했다.

#### 2022
르클레르는 시즌 개막전인 2022년 바레인 그랑프리에서 통산 10번째 폴 포지션을 획득했다. 레이스는 르클레르는 레드불 레이싱의 막스 페르스타펀과 경합한 끝에 2019년 시즌 이후 본인과 팀의 첫 우승을 획득했다. 르클레르는 1위 25점과 패스티스트 랩 1점, 도합 26점을 획득해 생애 처음으로 F1 월드 챔피언십 선두를 달리게 되었으며, F1 월드 챔피언십에서 최초로 선두를 달린 모나코 드라이버가 되었다. 2022년 사우디아라비아 그랑프리에서 2위를 달성한 샤를 르클레르는 2022년 호주 그랑프리에서 우승하며 F1에서의 생애 첫 그랜드 슬램을 달성했다.